# 王用章 (嘉靖進士)
王用章（1532年—？），字汝平，號松雲，浙江衢州府龍游縣人，河南開封府祥符縣籍，明朝政治人物。

## 生平
河南鄉試第三十七名舉人。嘉靖四十四年（1565年）中式乙丑科三甲第二百六十六名進士。兵部观政，四十五年六月授昆山知县，隆慶三年（1569年）十一月升常州府同知，仍管县事，五年十月升礼部员外郎，六年七月养病。卒。

## 家族
曾祖王善忠；祖父王俊；父王綱。前母徐氏；張氏。兄王用化（仪宾）。